# Zisterzienserinnenabtei Santo Domingo de Silos

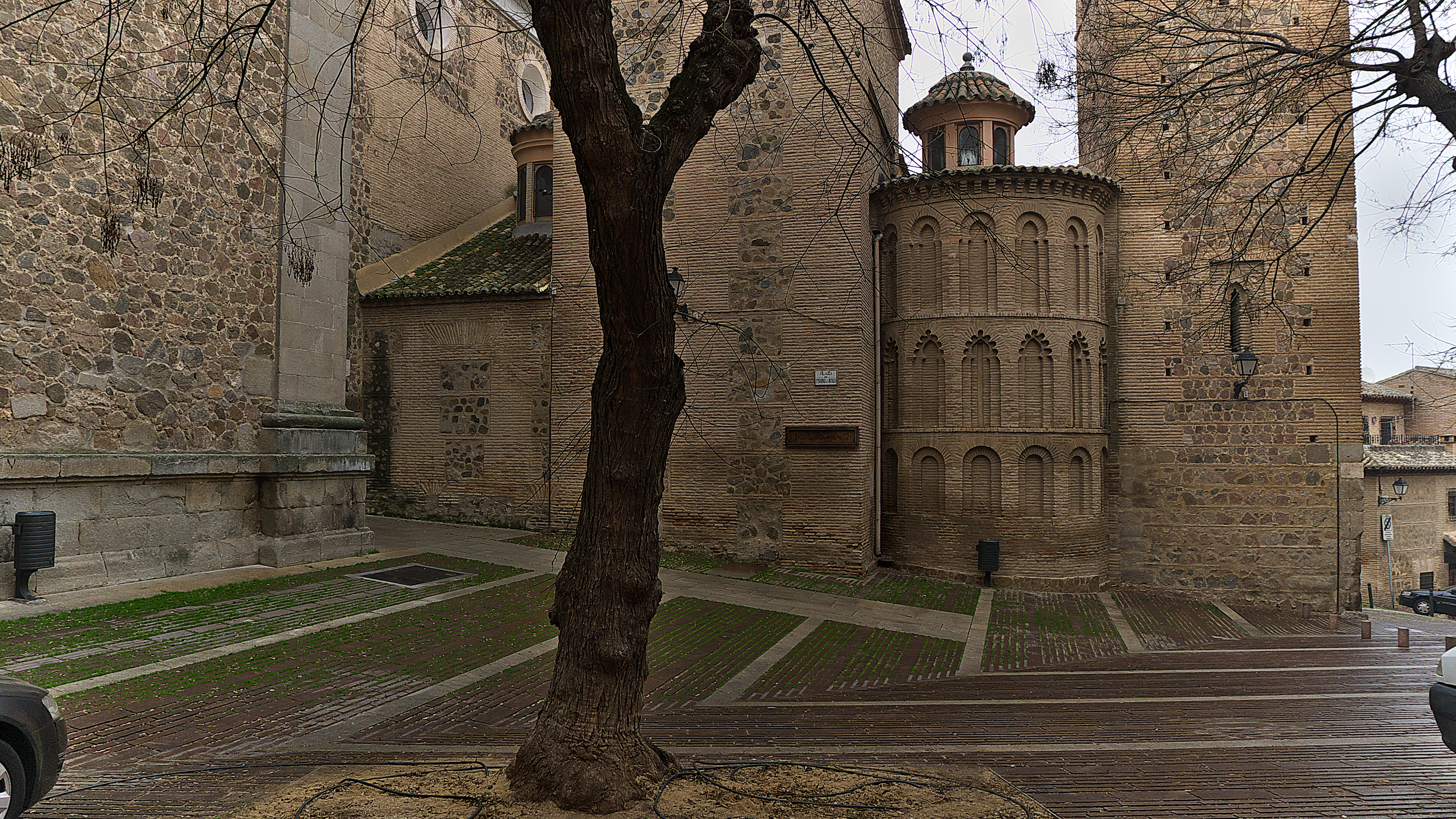
Zisterzienserinnenabtei Santo Domingo de Silos

Die Zisterzienserinnenabtei Santo Domingo de Silos (auch: Santo Domingo el Antiguo) ist seit 1150 ein Kloster der Zisterzienserinnen in Toledo in Spanien.

## Geschichte
Das Kloster wurde zum ersten Mal bereits im 6. Jahrhundert gegründet. König Alfons VI. von León stiftete nach der Eroberung von Toledo 1085 das Benediktinerinnenkloster Santo Domingo de Silos (nach dem heiligen Dominikus von Silos), das 1150 zisterziensisch wurde und bis heute besteht. Als ältestes Kloster in Toledo wird es auch „das alte“ (spanisch: El Antiguo) genannt. Offiziell heißt es heute Kloster „Imperial Monasterio Santo Domingo de Silos (El Antiguo)“. Am Neubau der Gebäude war im 16. Jahrhundert der Architekt Juan de Herrera beteiligt, an der Ausschmückung der Maler El Greco, der hier 1577 seine Karriere mit dem Altarbild Dreifaltigkeit begann. Später wurde er im Kloster begraben.

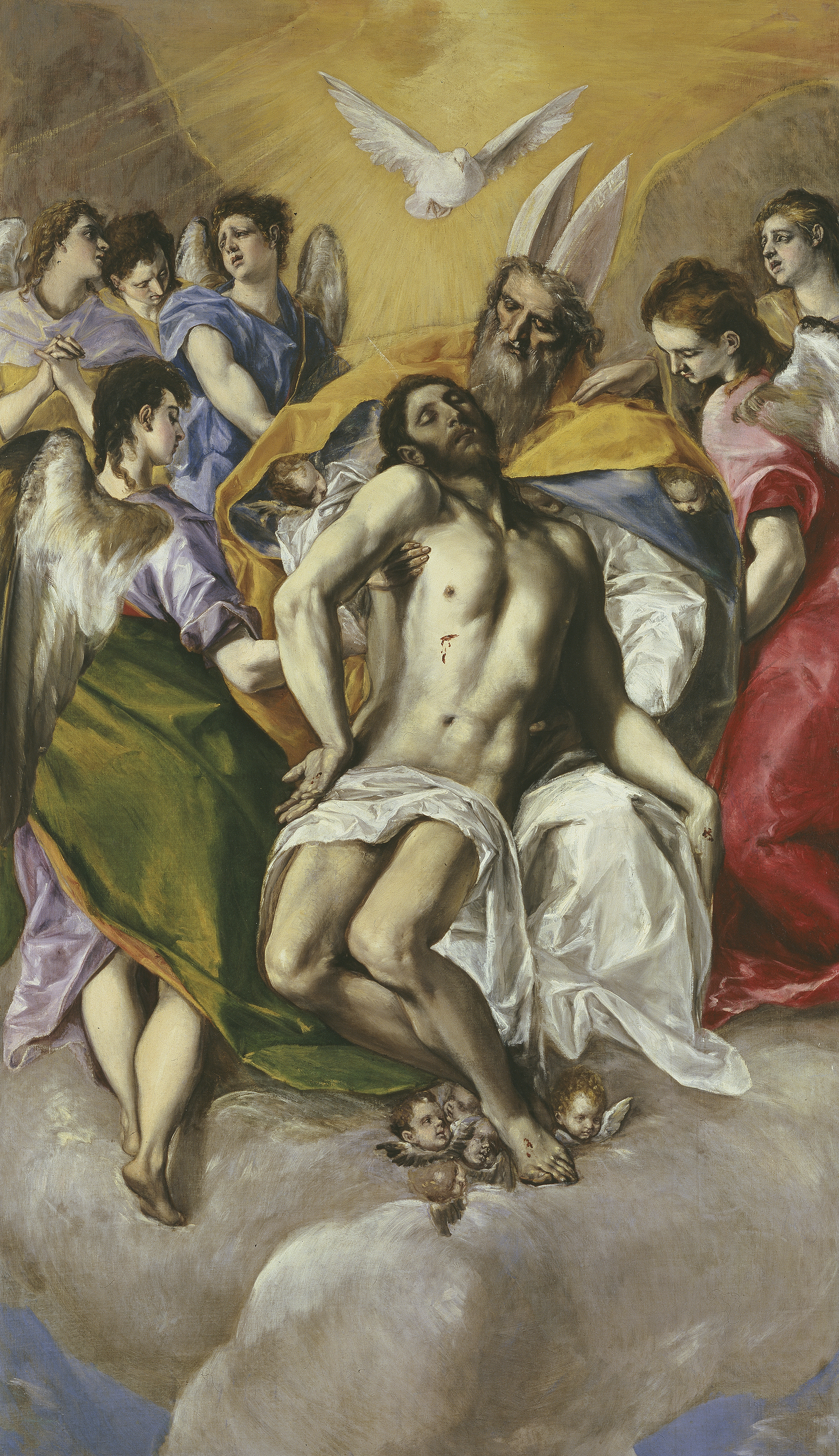
Dreifaltigkeit Retabel von El Greco

Heute sind Teile der Kirche ein Museum. Der Konvent (ca. 10 Nonnen) lebt von der Anfertigung von Genussmitteln. Das Kloster ist nicht zu verwechseln mit der gleichnamigen Benediktinerabtei in der Provinz Burgos.